# Electric Jewels
| Recensione              | Giudizio      |
| ----------------------- | ------------- |
| AllMusic                |               |
| Sputnikmusic            | 5.0 (Classic) |
| Dizionario del Pop-Rock |               |

Electric Jewels è il terzo album in studio del gruppo rock canadese April Wine, pubblicato nel dicembre del 1973.
Nuovi cambi nell'organico della band: David e Richie Henman sono sostituiti (prima delle registrazioni dei brani) da Gary Moffet e Jerry Mercer.

## Tracce

### LP
Lato A
Testi e musiche di Myles Goodwyn e Jim Clench, eccetto dove indicato.
1. Weeping Widow – 3:49 (Robert Wright)
2. Just Like That – 3:02
3. Electric Jewels – 5:51
4. You Opened Up My Eyes – 4:44

Lato B
Testi e musiche di Myles Goodwyn e Jim Clench.
1. Come on Along – 4:24
2. Lady Run, Lady Hide – 2:57
3. I Can Hear You Callin' – 3:20
4. Cat's Claw – 4:39
5. The Band Has Just Begun – 4:05

## Formazione

### Gruppo
- Myles Goodwyn – voce solista, chitarre, mandolino, piano, mellotron
- Jim Clench – voce solista, basso, sintetizzatore arp
- Gary Moffet – chitarre, cori
- Jerry Mercer – percussioni, cori

Altri musicisti ("Special Thanks")
- David Henman – chitarra
- Richie Henman – batteria
- Richard Newell – armonica
- Pierre Senecal – organo
- Al Nichols – cori di sottofondo
- Pam Marsh – cori di sottofondo
- Bhen Lanzaroni – arrangiamento strumenti a corda

Note aggiuntive
- Ralph Murphy – produttore (per Much Productions Ltd.)
- Registrazioni effettuate al Toronto Sound Studios di Toronto, Canada
- Terry Brown – ingegnere delle registrazioni
- Mixaggio effettuato al Co-Ordinated Sound di New York
- Dave Halbert – ingegnere del mixaggio
- Jacques Des Haies – foto copertina album originale
- Bob Lemm – grafica e design copertina album originale[5]

## Classifica
Album
| Anno | Classifica     | Posizione raggiunta |
| ---- | -------------- | ------------------- |
| 1974 | RPM 100 albums | 75                  |

Singoli
| Anno | Titolo del brano    | Classifica      | Posizione raggiunta |
| ---- | ------------------- | --------------- | ------------------- |
| 1973 | Lady Run, Lady Hide | RPM 100 singles | 19                  |
| 1974 | Weeping Widow       | RPM 100 singles | 40                  |
| 1974 | Electric Jewels     | RPM 100 singles | 84                  |